# David Dalrymple, lord Hailes
David Dalrymple, lord Hailes, född den 28 oktober 1726 i Edinburgh, död den 29 november 1792, var en skotsk rättslärd och historieskrivare, sonson till den framstående juristen David Dalrymple, som var yngste son till James  Dalrymple, 1:e viscount Stair. Han var äldre bror till Alexander Dalrymple.
Dalrymple uppfostrades i Eton och Utrecht, blev 1748 advokat i Edinburgh och 1766 domare vid "Court of Session" med titeln baron Hailes samt 1776 lorddomare vid Skottlands "Criminal Court".
Dalrymple var presbyterian och utpräglad whig samt stod i vidsträckt korrespondens med den lärda världen i England. Han utgav ett 40-tal arbeten, de flesta behandlande den äldsta kristna kyrkan och Skottlands äldre historia. 
Mest betydande är hans Annals of Scotland (1776-79), som efter mönstret av Hénaults kronologiska franska historia behandlar Skottlands historia från Malkolm III till det Stuartska husets tronbestigning med citat från originalkällorna. 
Bland hans övriga arbeten märks An Examination of some of the Arguments for the high Antiquity of Regiam Majestatem (1769), där han uppvisar, att mycken som uråldrig ansedd skotsk lag är lånad från engelska förebilder.
Till sist kan nämnas hans grundliga kritik av Gibbon, An Inquiry into the Secondary Causes, which mr Gibbon has assigned for the Rapid Growth of Christianity (1786, i senare upplagor med författarens biografi).